# Medno
Medno – wieś w Słowenii, w gminie miejskiej Lublana. W 2018 roku liczyła 464 mieszkańców. 